# Wapen van Azerbeidzjan
Het wapen van Azerbeidzjan is een mix van traditionele en moderne symbolen. Het middelpunt van het wapen is het vuur-symbool. Dit is een oud symbool van de Azerbeidzjanen waar Azerbeidzjan naar is vernoemd.
De kleuren achter de achtpuntige ster komen uit de vlag van Azerbeidzjan. Ook de ster staat in de nationale vlag; deze verwijst naar het islamitische symbool van de Rub El Hizb (۞) en staan ook voor de acht takken van de Turkse volkeren:
- de Azerbeidzjanen, het eigenlijke staatsvolk;
- de Ottomanen;
- de Turkmenen;
- de Oguzen, die ooit een van de grootste Turkse stamverbanden vormden. Samen met de Kiptsjaken (onder andere Koemanen), Oeigoeren en Karluken vormden zij het Göktürkenrijk (552-740), dat zich van Xinjiang (Oost-Turkestan) tot de Kaspische Zee uitstrekte;
- de Koemanen;
- de Wolga-Tataren (w.o. de Nogay);
- de Oezbeken;
- de Kazachen.

Tussen iedere punt van de ster is een kleinere achtpuntige ster geplaatst. Aan de onderkant van de cirkel is een tak van koren dit staat voor het agrarische aspect van de natie. De andere tak is van een eik.
Afghanistan · Armenië · Azerbeidzjan · Bahrein · Bangladesh · Bhutan · Brunei · Cambodja · China: Volksrepubliek / Republiek (Taiwan) · Cyprus · Filipijnen · Georgië · India · Indonesië · Irak · Iran · Israël · Japan · Jemen · Jordanië · Kazachstan · Kirgizië · Koeweit · Laos · Libanon · Malediven · Maleisië · Mongolië · Myanmar · Nepal · Noord-Korea · Oezbekistan · Oman · Oost-Timor · Pakistan · Palestina · Qatar · Rusland · Saoedi-Arabië · Singapore · Sri Lanka · Syrië · Tadzjikistan · Thailand · Turkmenistan · Turkije · Verenigde Arabische Emiraten · Vietnam · Zuid-Korea

Afhankelijke gebieden: Hongkong · Macau

Betwiste gebieden: Noord-Cyprus
Albanië · Andorra · Azerbeidzjan · België · Bosnië en Herzegovina · Bulgarije · Denemarken · Duitsland · Estland · Finland · Frankrijk · Georgië · Griekenland · Hongarije · Ierland · IJsland · Italië · Kosovo · Kroatië · Letland · Liechtenstein · Litouwen · Luxemburg · Malta · Moldavië · Monaco · Montenegro · Nederland · Noord-Macedonië · Noorwegen · Oekraïne · Oostenrijk · Polen · Portugal · Roemenië · Rusland · San Marino · Servië · Slovenië · Slowakije · Spanje · Transnistrië · Tsjechië · Turkije · Vaticaanstad · Verenigd Koninkrijk · Wit-Rusland · Zweden · Zwitserland

Afhankelijke gebieden: Åland · Faeröer · Gibraltar · Guernsey · Jersey · Man

Betwiste gebieden: Abchazië · Adzjarië